# آدرنالین (آلبوم)
آدرنالین (به انگلیسی: Adrenaline) نخستین آلبوم استودیویی از گروهٔ موسیقی آلترناتیو متال آمریکایی دفتونز می‌باشد که در ۳ اکتبر سال ۱۹۹۵ از سوی ماوریک رکوردز منتشر گردید. تهیه و تولید بخش عمده‌ای از آلبوم توسط تری دیت انجام شده است اما یک قطعهٔ پنهان به نام «مشت» نیز وجود دارد که توسط راس رابینسون تهیه شده‌است.